# Fehér leander
A Fehér leander (eredeti címe: White Oleander) 2002-es amerikai filmdráma Peter Kosminsky rendezésében. A főszerepben Alison Lohman és Michelle Pfeiffer látható, a mellékszereplőket pedig Robin Wright, Noah Wyle és Renée Zellweger alakítják. A forgatókönyv Janet Fitch White Oleander című regényén alapul.

## Rövid történet
Astrid egy fiatal lány, aki nagyban függ anyjától, Ingridtől. Egy napon árvaházba kerül, amikor Ingridet letartóztatják a barátja megmérgezése miatt.

## Szereplők
| Szerep              | Színész              | Szinkronhang         |
| ------------------- | -------------------- | -------------------- |
| Astrid Magnussen    | Alison Lohman        | Zsigmond Tamara      |
| Starr               | Robin Wright         | Simon Mari           |
| Ingrid Magnussen    | Michelle Pfeiffer    | Kovács Nóra          |
| Claire Richards     | Renée Zellweger      | Juhász Judit         |
| Barry Kolker        | Billy Connolly       |                      |
| Paul Trout          | Patrick Fugit        | Markovics Tamás      |
| Ray                 | Cole Hauser          | Csík Csaba Krisztián |
| Mark Richards       | Noah Wyle            | Galbenisz Tomasz     |
| Michael             | Stephen Root         |                      |
| Miss Martinez       | Amy Aquino           | Bessenyei Emma       |
| Mentős              | John Billingsley     |                      |
| Mentősnő            | Melissa McCarthy     |                      |
| Bill Greenway       | Scott Allan Campbell |                      |
| Marlena             | Debra Christofferson |                      |
| Davey Thomas        | Marc Donato          |                      |
| Rena Gruschenka     | Svetlana Efremova    | Erdős Borcsa         |
| Daniels tiszteletes | James Lashly         |                      |
| Niki                | Taryn Manning        |                      |
| Susan Valeris       | Kali Rocha           | Kerekes Andrea       |

## Fogadtatás
A Rotten Tomatoes honlapján 70%-ot ért el, míg a Metacritic oldalán 61 pontot szerzett.
Stephen Holden, a New York Times kritikusa "remek filmadaptációként" írta le, és pozitívan értékelte a színészi játékot is. Andrew Sarris, a The Observer kritikusa megemlítette a filmet a "2002 legjobb filmjei" listán. Roger Ebert már kritikusabb volt a filmmel kapcsolatban.